# Machadobelba baloghi
Machadobelba baloghi är en kvalsterart som beskrevs av Durga Charan Mondal och Balsi Chand Kundu 1999. Machadobelba baloghi ingår i släktet Machadobelba och familjen Machadobelbidae. Inga underarter finns listade i Catalogue of Life.